# Curtis Lazar
Curtis Lazar (* 2. února 1995) je profesionální kanadský hokejový útočník momentálně hrající v týmu New Jersey Devils v severoamerické lize NHL.

## Hráčská kariéra
V roce 2014 získal Memorial Cup s klubem Edmonton Oil Kings v juniorské lize Western Hockey League. Ve vstupní draftu 2013 byl vybrán v 1. kole jako 17. celkově klubem Ottawa Senators. V září téhož roku podepsal s klubem vstupní nováčkovskou smlouvu. V NHL debutoval 9. října 2014 v utkání proti Nashville Predators. V březnu 2017 byl vyměněn do Calgary. V červenci 2019 se jako volný hráč připojil k týmu Buffalo Sabres a podepsal roční smlouvu, díky které si měl přijít na 700 000 dolarů. V září 2020 se dohodl s Buffalem na prodloužení spolupráce o další dva roky. V dubnu 2021 byl spolu s Taylorem Hallem vyměněn do Bostonu. Před sezónou 2022/23 podepsal jako volný hráč tříletou smlouvu s Vancouverem v červenci 2022. V březnu 2023 byl vyměněn do New Jersey.

## Osobní život
Narodil se ve městě Salmon Arm v provincii Britská Kolumbie, ale společně se třemi sourozenci vyrůstal ve městě Vernon. V dětství byl velkým fanouškem klubu Vancouver Canucks. Jeho hokejovými vzory byli hráči Ryan Getzlaf a Joe Sakic.

V červenci 2020 se oženil se svojí přítelkyní Reanne. V dubnu 2021 se jim narodil syn Owen Beckham.

## Statistiky

### Klubové statistiky
| Sezóna      | Klub                | Soutěž      |     | Základní část | Základní část | Základní část | Základní část | Základní část |    | Play off | Play off | Play off | Play off | Play off |
| Sezóna      | Klub                | Soutěž      | Z   | G             | A             | B             | TM            | Z             | G  | A        | B        | TM       |          |          |
| 2010–11     | Edmonton Oil Kings  | WHL         | 6   | 0             | 1             | 1             | 0             | 4             | 1  | 0        | 1        | 0        |          |          |
| 2011–12     | Edmonton Oil Kings  | WHL         | 63  | 20            | 11            | 31            | 56            | 20            | 8  | 11       | 19       | 4        |          |          |
| 2012–13     | Edmonton Oil Kings  | WHL         | 72  | 38            | 23            | 61            | 47            | 22            | 9  | 2        | 11       | 20       |          |          |
| 2013–14     | Edmonton Oil Kings  | WHL         | 58  | 41            | 35            | 76            | 30            | 21            | 10 | 12       | 22       | 12       |          |          |
| 2014–15     | Ottawa Senators     | NHL         | 67  | 6             | 9             | 15            | 14            | 6             | 0  | 0        | 0        | 2        |          |          |
| 2015–16     | Ottawa Senators     | NHL         | 76  | 6             | 14            | 20            | 18            | —             | —  | —        | —        | —        |          |          |
| 2016–17     | Ottawa Senators     | NHL         | 33  | 0             | 1             | 1             | 4             | —             | —  | —        | —        | —        |          |          |
| 2016–17     | Binghamton Senators | AHL         | 13  | 3             | 1             | 4             | 8             | —             | —  | —        | —        | —        |          |          |
| 2016–17     | Calgary Flames      | NHL         | 4   | 1             | 2             | 3             | 0             | 1             | 0  | 0        | 0        | 0        |          |          |
| 2017–18     | Calgary Flames      | NHL         | 65  | 2             | 10            | 12            | 23            | —             | —  | —        | —        | —        |          |          |
| 2018–19     | Stockton Heat       | AHL         | 57  | 20            | 21            | 41            | 47            | —             | —  | —        | —        | —        |          |          |
| 2018–19     | Calgary Flames      | NHL         | 1   | 0             | 0             | 0             | 0             | —             | —  | —        | —        | —        |          |          |
| 2019–20     | Rochester Americans | AHL         | 18  | 6             | 8             | 14            | 6             | —             | —  | —        | —        | —        |          |          |
| 2019–20     | Buffalo Sabres      | NHL         | 38  | 5             | 5             | 10            | 9             | —             | —  | —        | —        | —        |          |          |
| 2020–21     | Buffalo Sabres      | NHL         | 33  | 5             | 4             | 9             | 0             | —             | —  | —        | —        | —        |          |          |
| 2020–21     | Boston Bruins       | NHL         | 17  | 2             | 2             | 4             | 6             | 10            | 0  | 1        | 1        | 0        |          |          |
| 2021–22     | Boston Bruins       | NHL         | 70  | 8             | 8             | 16            | 16            | 7             | 1  | 0        | 1        | 2        |          |          |
| 2022–23     | Vancouver Canucks   | NHL         | 45  | 3             | 2             | 5             | 14            | —             | —  | —        | —        | —        |          |          |
| 2022–23     | New Jersey Devils   | NHL         | 4   | 0             | 0             | 0             | 7             | 6             | 1  | 0        | 1        | 2        |          |          |
| 2023–24     | New Jersey Devils   | NHL         | 71  | 7             | 18            | 25            | 44            | —             | —  | —        | —        | —        |          |          |
| 2024–25     | New Jersey Devils   | NHL         | 48  | 2             | 3             | 5             | 14            | —             | —  | —        | —        | —        |          |          |
| NHL celkově | NHL celkově         | NHL celkově | 572 | 47            | 78            | 125           | 169           | 30            | 2  | 1        | 3        | 6        |          |          |

### Reprezentační statistiky
| Rok                           | Tým                           | Soutěž                        | Z  | G  | A  | B  | TM |
| ----------------------------- | ----------------------------- | ----------------------------- | -- | -- | -- | -- | -- |
| 2012                          | Kanada 18                     | HGC                           | 5  | 3  | 2  | 5  | 2  |
| 2014                          | Kanada 20                     | MSJ                           | 7  | 3  | 4  | 7  | 0  |
| 2015                          | Kanada 20                     | MSJ                           | 7  | 5  | 4  | 9  | 0  |
| Juniorská reprezentace celkem | Juniorská reprezentace celkem | Juniorská reprezentace celkem | 19 | 11 | 10 | 21 | 2  |